# Твърдица (Молдова)
Вижте пояснителната страница за други значения на Твърдица.
Твърдѝца (на молдовски: Tvardița) е град (от 28 март 2013 г.) в Република Молдова, Тараклийски район, на 3 км от границата с Украйна (Одеска област).

## Население
Населението му през 2004 година е 5882 души, от които 5396 души (91,7 %) са етнически българи. В последно време се наблюдава отток на население поради заминаване на сезонна работа в Западна Европа. Жителите, придобили българско гражданство, са около 200 души.

## История
Основана е от български преселници от град Твърдица, Новозагорско, и околните села след Руско-турската война през 1828 – 1829 година. През Руско-турската война в Северна България към войските на генерал Иван Дибич се присъединява, като доброволци, хайдушка чета на войводата Генчо Къргов от Хайнито. След прекосяване на Стара планина към него се присъединяват жители на Хайнито, Твърдица и други селища. Първоначално са около 60 души, но впоследствие стигат до 120. Тези доброволчески войски достигат до Адрианопол. След края на войната четниците не вярват на амнистията по чл. 13 от Одринския мирен договор. Поради страх от ответни действия и издевателства населението се подготвя за изселване. Първата вълна изселници тръгва още преди края на войната – през 1829 година, а втората и най-масова – през 1830 г. Изселниците от укрепеното старопланинско селище Твърдица и района пътуват на групи в кервани, водени от опитни и уважавани хора. Първият керван е воден от Стойко Каменков, а вторият – от поп Паскал (Драгне Паскалев) от село Козарево. Защитата на първата група е поета от войводата Къргов, а казаци пазят втората. Пътуват през Сливен до сборната точка Стралджа, после по маршрут Стара планина – Шумен – Силистра – Браила – Исакча – Сатуново (Новосельское).
През 1835 година в Твърдица са регистрирани 153 семейства с 856 жители (438 мъже и 418 жени). В 1842 година в селото е изградена църквата „Света Параскева“.

## Икономика
Основната част от населението е заета в селскостопанското дружество (агрофирма) „Твърдица“. През 1990-те години са построени 2 виноконячни завода, има действащ тухлен завод, завод произвеждащ шампански виноматериали, цигаретна фабрика..

## Образование
В Твърдица има музикален колеж (по български народни танци и музика), 1 средно общообразователно училище, филиал на спортна школа, 2 детски градини.

## Личности
- д-р Павел Бърня (1930 – 2002) – историк, археолог-медиевист.
- д-р Иван Думиника (р. 1988) – историк, старши научен сътрудник в Института за културно наследство към Молдовската академия на науките, председател на Научното дружество на българистите в Република Молдова.
- доц. д-р Иван Забунов (1948 – 2020) – историк, политик (депутат в парламента на Молдова), общественик (председател на българското дружество „Възраждане“, Кишинев)
- д-р Георги Калинков (1860 – 1926) – политик (депутат в Народното събрание на България, лидер на възстановената Либерална партия, кмет на София), дипломат, юрист (адвокат и съдия)
- д-р Игнатий Казаков (1891 – 1938) – съветски учен, директор на Държавния научноизследователски институт по обмяната на веществата и ендокринните разстройства, разработил метод за лекуване на дисфункциите на жлезите за вътрешна секреция; лекар на Сталин и други съветски ръководители; репресиран и екзекутиран[4]
- д-р Екатерина Челак (р. 1967) – историк
- Димитър Балтажи (р. 1962) – писател, журналист, краевед, член на Съюза на молдовските писатели „А. С. Пушкин“
- Захарий Язаджи – краевед